# Barham (Schiff, 1915)
Die HMS Barham war ein Schlachtschiff der Queen-Elizabeth-Klasse, das in den 1910er-Jahren für die Royal Navy gebaut wurde.

## Geschichte
Die Barham, benannt nach Charles Middleton, 1. Baron Barham, wurde am 24. Februar 1913 auf Kiel gelegt, am 31. Oktober 1914 vom Stapel gelassen und am 19. Oktober 1915 für den Einsatz in der Grand Fleet in Dienst gestellt.
Die Grand Fleet brach am 26. Februar 1916 zu einer Fahrt in die Nordsee auf. Admiral John Jellicoe wollte die Harwich Force einsetzen, um die Helgoländer Bucht zu durchkämmen, aber schlechtes Wetter verhinderte Operationen in der südlichen Nordsee. Daher beschränkte sich die Operation auf das nördliche Ende des Meeres. Am 6. März begann ein weiterer Sucheinsatz, der jedoch am folgenden Tag abgebrochen werden musste, da das Wetter für die begleitenden Zerstörer zu schlecht wurde. In der Nacht zum 25. März verließen die Barham und der Rest der Flotte Scapa Flow, um Admiral Beattys Schlachtkreuzer bei dem Angriff auf den deutschen Zeppelinstützpunkt in Tondern zu unterstützen. Als sich die Grand Fleet am 26. März dem Gebiet näherte, hatten sich die britischen und deutschen Streitkräfte bereits getrennt, und ein starker Sturm bedrohte die kleineren Schiffe, so dass die Flotte den Befehl erhielt, zur Basis zurückzukehren. Am 21. April führte die Grand Fleet ein Ablenkungsmanöver vor Horns Riff durch, um es der kaiserlich russischen Marine zu ermöglichen ihre Minenfelder in der Ostsee neu zu verlegen.

### Skagerrakschlacht

Manöver der britischen (blau) und deutschen (rot) Flotte vom 31. Mai bis 1. Juni 1916

In dem Versuch, einen Teil der Grand Fleet aus ihren Häfen zu locken und zu vernichten, verließ die deutsche Hochseeflotte, bestehend aus 16 Schlachtschiffen, sechs Einheitslinienschiffen und weiteren Schiffen, am frühen Morgen des 31. Mai Wilhelmshaven. Der Plan sah vor, dass Admiral von Hipper mit den Schlachtkreuzern der 1. und den Leichten Kreuzern der 2. Aufklärungsgruppe Wilhelmshaven verlassen und nach Norden außer Sichtweite der dänischen Küste vorstoßen würde. Dort sollte er durch Angriffe auf die Küstenstädte ein Auslaufen von britischen Schiffen provozieren und sie in die Richtung der Hochseeflotte locken Die nachrichtendienstliche Abteilung der britischen Admiralität Room 40 hatte den deutschen Funkverkehr mit den Operationsplänen abgefangen und entschlüsselt. Daraufhin befahl die Admiralität Jellicoe und Beatty, noch in der Nacht mit der Grand Fleet von Scapa Flow, Cromarty und Rosyth auszulaufen, um der Hochseeflotte den Weg abzuschneiden und sie zu vernichten.
Nachdem das 5. Schlachtgeschwader am Morgen von Rosyth aus in See gestochen war, ordnete Beatty um 14:15 Uhr eine Kursänderung nach Nordosten an, um sich mit der Grand Fleet zu vereinigen. Um 15:20 Uhr entdeckten Hippers Schlachtkreuzer Beattys Schlachtkreuzer. Um 15:32 Uhr ordnete Beatty eine Kursänderung nach Ost-Südost an, um die Rückzugslinie der Deutschen abzuschneiden. Hipper befahl seinen Schiffen, nach Steuerbord abzudrehen und einen südöstlichen Kurs einzuschlagen. Mit dieser Wende fiel Hipper auf die Hochseeflotte zurück, die 97 km hinter ihm lag. Beatty änderte daraufhin ebenfalls seinen Kurs nach Osten, um auf Hipper aufzuschließen.

### Zwischenkriegszeit
Die Barham wurde im April 1919 Flaggschiff des 1. Schlachtgeschwaders der Atlantikflotte und besuchte im selben Monat zusammen mit dem Rest des Geschwaders Cherbourg an der französischen Küste. Kapitän Robin Dalglish löste Horne am 1. Oktober 1920 ab. Dalglish wurde seinerseits am 18. Oktober 1922 von Kapitän Percy Noble abgelöst. Die Barham nahm an der Flottenschau am 26. Juli 1924 in Spithead teil. Einige Monate später wurde sie unter das Kommando von Kapitän Richard Hill gestellt. Am 14. Oktober 1925 löste Kapitän Francis Marten Hill ab. Dieser wurde bereits am 9. März 1926 von Kapitän Joseph Henley abgelöst. Anschließend wurde sie während des Wafd-Aufstands in Ägypten ins Mittelmeer beordert. Dort kreuzte sie nun unter dem Kommando von Captain Hubert Monroe zusammen mit der Malaya und Ramillies von Dezember 1927 bis Februar 1928 entlang der westafrikanischen Küste. Anschließend kehrte sie in die Heimat zurück, wo sie für eine Überholung in Portsmouth ausgemustert wurde. Im Juli kehrte sie ins Mittelmeer zurück und nahm ab September den Dienst als Flaggschiff des 1. Schlachtgeschwaders wieder auf. Kapitän James Somerville löste Monroe am 1. Dezember ab, und Monroe wurde am 16. März 1929 von Kapitän John C. Hamilton abgelöst. Im Juni übernahm die Revenge die Aufgabe des Flaggschiffes. Im August wurde die Barham nach Palästina beordert, wo sie helfen sollte, die Aufstände nach dem Massaker von Hebron zu beenden. Im November 1929 wurde das Schiff zum 2. Schlachtgeschwader der Atlantikflotte versetzt und besuchte Mitte 1930 zusammen mit der Malaya Trondheim, Norwegen, wo sie am 9. Juni eine Salve anlässlich der Geburt von Prinzessin Ragnhild abfeuerten.
Zwischen Januar 1931 und Januar 1934 wurde das Schiff einer umfassenden Überholung unterzogen. Nach dem Abschluss der Arbeiten wurde die Barham, die nun unter dem Kommando von Kapitän Richard Scott stand, der Heimatflotte als Flaggschiff des 2. Schlachtgeschwaders zugewiesen. Von Januar bis Februar 1935 wurde das Schiff auf die Westindischen Inseln entsandt. Am 16. Juli nahm das Schiff anlässlich des Silberjubiläums von George V. an der Flottenschau in Spithead teil und wurde dann Ende August zur Mittelmeerflotte versetzt, wo Scott, von Kapitän Norman Wodehouse abgelöst wurde. Im Mai 1936 wurde sie während des arabischen Aufstands in Palästina nach Haifa beordert. Und mit dem Beginn des Spanischen Bürgerkriegs im Juli für mehrere Monate vor Gibraltar stationiert. Ab November 1936 diente die Barham als Flaggschiff des 1. Schlachtgeschwaders und nahm am 19. Mai an der Flottensschau in Spithead anlässlich der Krönung von König Georg VI. teil. Am 9. Juni wurde sie zum Flaggschiff der Mittelmeerflotte, bis sie am 8. Februar 1938 von der Warspite abgelöst wurde. Am 28. Juli 1937 übernahm Kapitän Henry Horan das Kommando, das er allerdings nur bis zum 22. April 1938 innehatte, als ihn Kapitän Algernon Willis ablöste. Im Februar 1938 nahm das Schiff seine frühere Rolle als Flaggschiff des 1. Schlachtgeschwaders wieder auf, während es in Portsmouth einer bis Mai dauernden Überholung unterzogen wurde. Willis wurde am 31. Januar 1939 von Kapitän Thomas Walker abgelöst. Während eines Besuchs in Korfu im Juli wurde das Schiff von König Georg II. von Griechenland inspiziert. Am 1. Dezember verließ sie Alexandria, um sich noch am selben Tag der Home Fleet anzuschließen.

### Zweiter Weltkrieg
Am 12. Dezember 1939 wurde die Barham von den drei Zerstörern Duchess, Diana und Dainty von Malta in heimische Gewässer eskortiert. Bei dichtem Nebel im Nordkanal auf Höhe des Mull of Kintyre liefen alle Schiffe trotz der schlechten Sichtverhältnisse wegen der U-Boot-Gefahr Zick-Zack-Kurse. Dabei rammte die Barham gegen 5:35 Uhr den Zerstörer Duchess, der dadurch in zwei Hälften zerbrach und mit 137 Besatzungsangehörigen sank. Es gab nur 23 Überlebende.

#### Torpedotreffer durchU 30
Auf einer Patrouillenfahrt vor dem Butt of Lewis bei Position 58° 47’ N, 8° 05’W wurde das Schiff am 28. Dezember 1939 vom deutschen U-Boot U 30 unter dem Kommando von Fritz-Julius Lemp gesichtet. Lemp feuerte mehrere Torpedos auf die Barham ab und einer traf das Schiff auf der Backbordseite neben den Munitionsräumen 'A' und 'B' in einer Tiefe von etwa 1,5 bis 2 Metern. Eine Wassersäule schoss etwa 60 m hoch und fiel auf das Schiff zurück, wobei die Brücke, die Boote und das Personal in der Nähe überflutet wurden. Die Abteilungen neben den Munitionslagern „A“ und „B“ an Backbord wurden sofort geflutet. Zum Zeitpunkt der Explosion waren die wasserdichten Luken geschlossen und verriegelt, so dass die Lecksicherung ausgezeichnet funktionierte. Unmittelbar nach der Explosion krängte die Barham 7° nach Backbord, was durch Umfüllen von Öl schnell wieder ausgeglichen wurde. Die Hauptmaschinen arbeiteten und das Schiff konnte mit 10 Knoten, die später auf 16 Knoten erhöht wurden, die etwa 380 Seemeilen nach Birkenhead im Zickzackkurs zurücklegen.

#### Mittelmeer
Nach der Operation Catapult am 3. Juli 1940, einer kombinierten Angriff-Operation der Royal Navy auf die französische Flotte zur Verhinderung der Übergabe französischer Kriegsschiffe durch das Vichy-Regime an das Deutsche Reich, hatten die Briten keine Gewissheit, wie sich die einzelnen französischen Kolonien verhalten würden. Daher wurde beschlossen, eine Flottille aus 17 Schiffen, darunter der Flugzeugträger Ark Royal und die Schlachtschiffe Resolution und Barham sowie die eingeschiffte 101. Brigade der Royal Marines und die 13. Brigade der Fremdenlegion nach Dakar zu senden. Am Morgen des 23. September gegen 5:15 Uhr tauchten die Briten vor Dakar auf und Cunningham stellte dem französischen Kommandanten das gleiche Ultimatum wie in Mers-el-Kebir. Nachdem die Franzosen jegliche Verhandlung abgelehnt hatten, eröffneten sie gegen 7:55 Uhr das Feuer. Um 10:07 Uhr signalisierte Cunningham den Franzosen, das Feuer einzustellen, da er sonst „bedauernswerterweise gezwungen sei, das Feuer zu erwidern.“ Da die Franzosen weiter feuerten, näherten sich die Briten auf etwa 3,6 Kilometer und eröffneten ihrerseits um 11:04 Uhr das Feuer. Die schlechte Sicht verhinderte ein genaues Schießen, sodass die beiden Schlachtschiffe nur einen einzigen Treffer auf einen Frachter erzielten. Da Cunningham keine Möglichkeit sah, die französischen Streitkräfte im Hafen auszuschalten, brach er den Angriff ab. Am nächsten Tag nahmen die Schiffe ihren Beschuss wieder auf und Cunningham befahl einen Luftangriff auf die Richelieu. Um 9:35 Uhr eröffneten die Geschütze der Franzosen das Feuer auf die Briten, die das Feuer sofort erwiderten. Dabei erzielten sie einen einzigen Treffer auf der Richelieu, der kaum Schaden anrichtete. Gegen 13:00 Uhr zogen sich die Briten zurück, bevor sie um 13:05 Uhr erneut angriffen. Keines der britischen Schiffe erzielte einen Treffer. Cunningham war gezwungen, sich erneut zurückzuziehen, war jedoch entschlossen, am nächsten Morgen einen weiteren Angriff zu unternehmen. Am 25. September gegen 9:00 Uhr machten sich beide Schlachtschiffe bereit, um einen weiteren Angriff zu starten, dieses Mal unterstützt von zwei schweren Kreuzern. Dabei griff die Bévéziers die Resolution mit Torpedos an. Einer der Torpedos traf die Resolution an Backbord mittschiffs. Dies führte zu einem Wassereinbruch, der das Schiff um 12° krängen ließ. Darüber hinaus brach im Kesselraum ein Feuer aus, wodurch die Maschinenanlage ausfiel. Cunningham war gezwungen, sich zurückzuziehen und die Resolution von der Barham zur Reparatur nach Freetown schleppen zu lassen.
Im November wurde die Barham der Mittelmeerflotte zugeteilt. Bei ihrer Ankunft in Gibraltar am 7. November schloss sie sich der Eingreiftruppe Force H an und beteiligte sich anschließend an Operation MB8. Am 3. Januar 1941 beschoss das Schiff zusammen mit der Warspite und der Valiant Bardia.

#### Kap Matapan
Mit Hilfe eines abgefangenen und durch ULTRA entschlüsselten Funkspruchs der Luftwaffe erfuhr Admiral Cunningham, dass die Italiener unter dem Kommando von Vizeadmiral Angelo Iachino beabsichtigten, die britische Flotte anzugreifen, um sie vom Transport deutscher Truppen nach Nordafrika abzulenken. Nachdem die Italiener in einem Verband von 22 Schiffen, darunter das Schlachtschiff Vittorio Veneto, am 26. März in See gestochen waren, brachte Cunningham sämtliche Schiffe in Stellung, darunter die Barham. Am 28. März stießen britische Kreuzer auf die italienische Flotte, wurden jedoch durch die Vittorio Veneto zum Rückzug gezwungen. Daraufhin ordnete Cunningham einen Luftangriff an. Die Vittorio Veneto konnte mit einsetzender Dunkelheit zwar nach Westen entkommen, aber es gelang der Barham, Valiant und Warspite, sich den zurückgebliebenen italienischen Schiffen zu nähern und die schweren Kreuzer Fiume und Zara sowie zwei Zerstörer zu versenken. Am 18. April eskortierte sie zusammen mit der Warspite und der Valiant die Breconshire von Alexandria nach Malta. Am Abend des 20. April wurden die drei Schiffe vor die Küste von Tripolis abkommandiert, wo sie die dortigen Verteidigungsanlagen bombardierten.

#### Kreta
Während die Barham die Evakuierung der alliierten Truppen in Kreta unterstützte, wurde sie am 27. Mai von Junkers Ju 88 des Lehrgeschwaders 1 angegriffen. Dabei traf eine 250-Kilogramm-Bombe den Y-Turm und löste ein Feuer aus, das erst nach 20 Minuten gelöscht werden konnte. Ein Beinahezusammenstoß riss die Torpedowulst auf einer Fläche von 6,1 × 4,9 m auf, wodurch das Schiff Schlagseite bekam, die durch das Abpumpen von Öl leicht korrigiert werden konnte. Es gab fünf Tote und sechs Verwundete. Später am Tag erreichte die Barham Alexandria, konnte aber aufgrund ihrer Größe dort nicht repariert werden. Daher fuhr sie durch den Suezkanal in Richtung Mombasa, wo die Schäden begutachtet wurden. Der Schaden erwies sich als schwerwiegender als erwartet. Durch die Schwere der Schäden schied eine Atlantiküberquerung zur Reparatur in den Vereinigten Staaten aus, sodass die Barham Durban anlaufen musste. Die Reparaturen wurden sechs Wochen später, am 30. Juli, abgeschlossen und das Schiff kehrte im August nach Alexandria zurück.

### Versenkung

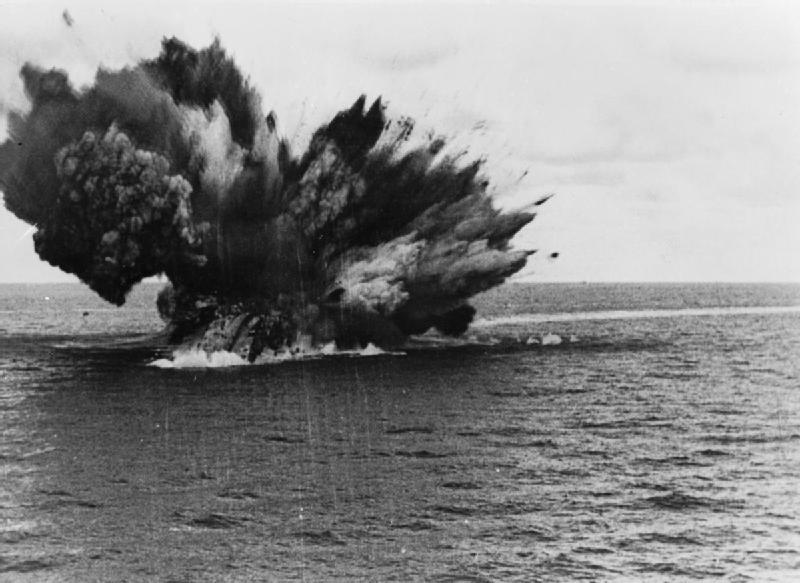
Das Munitionsmagazin explodiert

Am 25. November 1941 lief die Barham von Sollum aus, um einen italienischen Konvoi mit Kurs in Richtung Libyen abzufangen. Am folgenden Morgen wurde sie nördlich von Sidi Barrani auf Position 32° 29’ N, 26° 27’ O von U 331 unter Kapitänleutnant Hans Diedrich von Tiesenhausen gesichtet und angegriffen. Gegen 16:25 Uhr wurde das Schiff an Backbord auf Höhe des Großmasts getroffen, worauf sich eine gewaltige Explosion ereignete. Unmittelbar darauf krängte die Barham etwa 25° nach Backbord. Nachdem das Schiff etwa eine Minute in dieser Position verharrt hatte, begann es schließlich zu kentern, wobei das hintere Munitionsmagazin explodierte. Das Schlachtschiff sank innerhalb von vier Minuten und riss 862 Besatzungsmitglieder, darunter Kapitän Cooke, in den Tod. 450 Überlebende konnten später gerettet werden.

## Technik

### Schiffsmaße
Das Schiff hatte eine Länge über alles von 195 m, eine Breite von 27,60 m und einen Tiefgang von 10,10 m. Die Verdrängung lag zwischen 30.918 und 34.164 t.

### Antrieb
Das Schiff war mit vier Parsons-Turbinen ausgestattet, die jeweils eine Welle antrieben und insgesamt 56.000 Shp (41.188 kW) entwickelten, mit denen sie eine Höchstgeschwindigkeit von 25 Knoten (46 km/h) erreichten. Der Dampf wurde von 24 Yarrow-Wasserrohrkesseln mit einem Arbeitsdruck von 16,2 bar geliefert. Die Schiffe konnten maximal 3.454 t Heizöl mitführen, was ihnen bei 10 Knoten (19 km/h) eine Reichweite von 4500 Seemeilen (8.334 km) ermöglichte. Die Besatzung des Schiffes bestand aus 925 bis 951 Mann plus Offizieren.

### Bewaffnung
Die Hauptbewaffnung bestand aus acht 381-mm-Geschützen auf Mk-I-Lafetten in vier Zwillingstürmen vor und hinter den Aufbauten mit den Bezeichnungen „A“, „B“, „X“ und „Y“ von vorne nach achtern. Die Lafetten hatten ein Gewicht von 782 t und einen Aktionsradius von −150 bis +150 Grad. Die Kanonen selbst hatten ein Gewicht von 101 t. Ihre Reichweite lag mit einer maximalen Elevation von +20 Grad und einer Mündungsgeschwindigkeit von 804 m/s bei 26 km. Die Sekundärbewaffnung bestand aus vierzehn 152-mm-Geschützen, von denen zwölf in Kasematten entlang der Breitseite des Schiffes angeordnet waren und die restlichen zwei auf dem Hauptdeck achtern. Die Kanone mit einem Gewicht von 7 t hatte bei einer maximalen Elevation von 40 Grad eine Reichweite von 12 km. Die 45 kg schweren Granate erreichten dabei eine Mündungsgeschwindigkeit von 861 m/s. Die Flugabwehr bestand aus zwei 76-mm-Schnellfeuergeschützen. Außerdem war das Schiff mit vier im Rumpf eingelassenen 533-mm-Torpedorohren ausgestattet, zwei auf jeder Breitseite.

### Panzerung
Das Schiff hatte einen Panzergürtel aus Krupp-Zementstahl, der sich über eine Länge von etwa 165 m erstreckte. Mittschiffs war er 330 mm dick und verjüngte sich unter der Wasserlinie auf 51 mm und an seinen Enden auf 25 mm. Darüber verlief ein 152 mm dicker Plankengang, der sich von der A-Barbette bis zur Y-Barbette erstreckte. Die von 178 bis 254 mm dicken Barbetten umgebenen Geschütztürme hatten an der Front eine 330 mm und an den Seiten 279 mm dicke Panzerung. Die gepanzerten Decks hatten eine Stärke von 25 bis 76 mm. Der Kommandoturm war durch eine 330 mm dicke Panzerung geschützt.

### Sensoren, Feuerleitanlage Aufklärung
Das Schiff war mit zwei Feuerleitrechnern und 4,6-m-Entfernungsmessern ausgestattet. Einer war oberhalb des Kommandoturmes angebracht, geschützt durch eine gepanzerte Haube, und der andere im Ausguck des Fockmasts. Das Feuerleitsystem für die Torpedos befand sich zusammen mit einem 2,7-m-Entfernungsmesser am hinteren Ende der Aufbauten.